# بلاسجین
بلاسجین یکی از روستاهای استان آذربایجان شرقی است که در دهستان رازلیق بخش مرکزی شهرستان سرآب واقع شده‌است. مردم شهرستان سرآب و اهالی روستا این روستا را با لهجه محلی (ساقّچی) می‌نامند.